# Шатонёф-ле-Руж
Шатонёф-ле-Руж (фр. Châteauneuf-le-Rouge) — коммуна на юго-востоке Франции в регионе Прованс — Альпы — Лазурный Берег, департамент Буш-дю-Рон, округ Экс-ан-Прованс, кантон Тре.
Площадь коммуны — 13,15 км², население — 2053 человека (2006) с выраженной тенденцией к росту: 2130 человек (2012), плотность населения — 162,0 чел/км².

## Население
Население коммуны в 2011 году составляло 2109 человек, а в 2012 году — 2130 человек.
| 1962 | 1968 | 1975 | 1982 | 1990 | 1999 | 2004 | 2006 | 2009 | 2011 | 2012 |
| ---- | ---- | ---- | ---- | ---- | ---- | ---- | ---- | ---- | ---- | ---- |
| 113  | 165  | 285  | 1071 | 1283 | 1869 | 2070 | 2053 | 2129 | 2109 | 2130 |

Динамика населения:

## Экономика
В 2010 году из 1392 человек трудоспособного возраста (от 15 до 64 лет) 983 были экономически активными, 409 — неактивными (показатель активности 70,6 %, в 1999 году — 67,9 %). Из 983 активных трудоспособных жителей работали 904 человека (499 мужчин и 405 женщин), 79 числились безработными (37 мужчин и 42 женщины). Среди 409 трудоспособных неактивных граждан 169 были учениками либо студентами, 137 — пенсионерами, а ещё 103 — были неактивны в силу других причин.
На протяжении 2010 года в коммуне числилось 761 облагаемое налогом домохозяйство, в котором проживало 2073,5 человека. При этом медиана доходов составила 27 тысяч 460 евро на одного налогоплательщика.